# Phân thứ bộ Sẻ
Phân thứ bộ Sẻ (danh pháp khoa học: Passerida) trong phân loại Sibley-Ahlquist, là một trong hai phân thứ bộ nằm trong phạm vi phân bộ Passeri, theo thực tiễn phân loại học tiêu chuẩn có thể đặt nó ở cấp bậc phân thứ bộ). Trong khi các nghiên cứu gần đây gợi ý rằng phân thứ bộ chị em của nó             (Corvida) không phải là kiểu gộp nhóm đơn ngành thì sự tồn tại của Passerida như là một nhánh khác biệt lại được chấp nhận khá tốt. Trong bài này, từ đây trở đi gọi Passerida là một phân thứ bộ.

## Hệ thống hóa và phát sinh loài
Phân thứ bộ Passerida một cách rất chắc chắn thì bao gồm 3 phân nhánh chính được Sibley & Ahlquist phác thảo ra năm 1990. Tuy nhiên, nội dung bên trong của chúng lại trải qua nhiều sửa đổi. Ngoài ra, người ta cũng phát hiện ra rằng không phải mọi dòng dõi chim dạng sẻ đều phù hợp một cách rõ ràng với kiểu sắp xếp bố trí này. Các loài tước mào vàng là quá khác biệt và trên thực tế chúng có thể tạo thành một phân thứ bộ riêng rẽ, do chúng chỉ hơi ít cơ sở hơn một chút so với liên họ Quạ (Corvoidea) hay họ chim hói đầu (Picathartidae). Xem Jønsson & Fjeldså (2006) để có thêm chi tiết về phát sinh loài.

## Phân loại

### Liên họSylvioidea
Chủ yếu là ăn sâu bọ, phân bố với trung tâm tại khu vực Ấn Độ Dương-Thái Bình Dương. Một số ít có tại khu vực Australia và ít hơn nữa ở châu Mỹ. Thông thường là các loài chim mỡ màng màu nâu xám, một ít có dị hình lưỡng tính rõ nét.
- Alaudidae: sơn ca
- Hirundinidae: nhạn
- Phylloscopidae: chích lá và đồng minh. Tách ra gần đây từ Sylviidae.
- Aegithalidae: bạc má đuôi dài
- Cettiidae: chích đất và đồng minh. Tách ra gần đây từ Sylviidae.
- Megaluridae: chiền chiện lớn, chích cỏ và đồng minh. Tách ra gần đây từ Sylviidae.
- Bernieridae: chích Malagasy. Họ mới tạo ra.
- Acrocephalidae: chích đầm lầy và chích cây. Tách ra gần đây từ Sylviidae.[3]
- Pycnonotidae: chào mào
- Cisticolidae: chiền chiện và đồng minh
- Sylviidae: "chích thật sự" (lâm oanh) và khướu mỏ dẹt. Có thể hợp nhất với Timaliidae. Tính đơn ngành cần xác nhận. Xem thêm lý do tại sao không gọi là họ Chích tại bài Họ Chích (Acrocephalidae).
- Zosteropidae: vành khuyên. Có lẽ thuộc về họ Timaliidae.
- Timaliidae: khướu, họa mi (Cựu thế giới). Tính đơn ngành cần xác nhận.
- Sylvioidea không chắc chắn (incertae sedis)
  - "Chích châu Phi": Một nhánh được đề xuất, nhưng tính đơn ngành cần xác nhận. Trước đây thuộc họ Sylviidae.
  - Donacobius: Donacobius mũ đen. Họ đơn loài? Đặt vào đây không dứt khoát; có thể gần gũi với Megaluridae. Trước đây trong các họ Troglodytidae và Mimidae.
  - Nicator: Quan hệ chưa được giải quyết, họ đơn chi? Đặt vào đây không dứt khoát; trước đây trong họ Pycnonotidae.

### Liên họMuscicapoidea
Chủ yếu ăn sâu bọ, phân bố gần như toàn cầu với trung tâm ở vùng nhiệt đới Cựu thế giới. Một họ đặc hữu châu Mỹ. Gần như không có (ngoại trừ du nhập) trong khu vực Australia. Thông thường hơi chắc nịch đối với kích thước của chúng, phần lớn có màu rất sẫm hoặc xỉn mặc dù họ Sturnidae nói chung là nhiều màu sắc. Thường không có dị hình lưỡng tính, nhưng đôi khi rõ nét.
- Cinclidae: lội suối
- Muscicapidae: đớp ruồi Cựu thế giới. Cần xác nhận tính đơn ngành.
- Turdidae: hoét và đồng minh. Cần xác nhận tính đơn ngành.
- Buphagidae: chim bắt bét bò. Trước đây thường đưa vào họ Sturnidae.
- Sturnidae: sáo và có thể cả trèo cây Philippin. Vị trí của trèo cây Philippin trong liên họ Muscicapoidea dường như là phù hợp, nhưng việc gộp vào họ Sturnidae cần xác nhận; có thể là họ riêng biệt Rhabdornithidae.
- Mimidae: chim nhại và họa mi đỏ châu Mỹ

### Liên họPasseroidea
Chủ yếu là ăn cỏ, bao gồm nhiều loài ăn hạt, phân bố gần như toàn cầu với trung tâm ở vùng sinh thái Cổ Bắc cực và châu Mỹ. Bao gồm cả chim biết hót chín lông chính (có lẽ là cận nhánh). Một tỷ lệ cao có màu sặc sỡ và có dị hình lưỡng tính cao.
- Passeridae: chim sẻ thật sự
- Prunellidae: chích đá
- Motacillidae: chìa vôi và chim manh
- Urocynchramidae: sẻ Przewalski. Tách ra gần đây từ Fringillidae; đặt vào đây không dứt khoát.
- Peucedramidae: chích ô liu
- Estrildidae: chim di
- Ploceidae: rồng rộc
- Viduidae: chim chàm và whydah
- Fringillidae: sẻ đồng thật sự và hút mật Hawaii. Có lẽ đa ngành.
- Icteridae: sáo đá, chim đen Tân thế giới vàng anh Tân thế giới
- Parulidae: chích Tân thế giới
- Thraupidae: tanager và đồng minh
- Cardinalidae: chim giáo chủ
- Emberizidae: sẻ đất và sẻ châu Mỹ
- Passeroidea không chắc chắn (incertae sedis)
  - Coerebidae: Bananaquit. Họ không hợp lệ hoặc không đơn loài; việc định vị lại vẫn còn chưa được giải quyết.

### Không chắc chắn (incertae sedis)
Thay vì là Passerida cơ sở, phần lớn trong chúng dường như tạo thành vài dòng dõi nhỏ nhưng khác biệt và có thể coi là các siêu họ. Phần lớn có ở châu Á, châu Phi và Bắc Mỹ.
- Panurus: sẻ ngô râu. Quan hệ bí ẩn. Trước đây trong "Paradoxornithidae", có thể gộp trong siêu họ Sylvioidea như là họ đơn loài Panuridae hoặc thậm chí hợp thành siêu họ nhỏ nhất trong bộ Sẻ.
- Có thể là liên họ Paroidea – bạc má, sẻ ngô và đồng minh. Có thể gộp trong liên họ Sylvioidea.
  - Paridae: bạc má, sẻ ngô và sẻ đồng
  - Remizidae: phàn tước. Đôi khi gộp trong họ Paridae.
  - Stenostiridae: "chích" stenostirid ("sẻ đớp ruồi"). Họ mới tạo lập; đôi khi gộp trong họ Paridae.
- Có thể là liên họ Sittoidea hay Certhioidea – hồng tước và đồng minh. Có thể gộp trong liên họ Muscicapoidea.
  - Sittidae: trèo cây
  - Tichodromadidae: toàn bích tước. Đặt vào đây không dứt khoát.
  - Certhiidae: đuôi cứng
  - Salpornithidae: đuôi cứng đốm. Đặt vào đây không dứt khoát; có thể thuộc Certhiidae.
  - Troglodytidae: tiêu liêu
  - Polioptilidae: đớp muỗi
- Có thể là liên họ Bombycilloidea – cánh sáp và đồng minh. Gộp trong Muscicapoidea nếu Sittoidea/Certhioidea được coi là các liên họ khác biệt.
  - Bombycillidae: cánh sáp
  - Dulidae: Palmchat. Đặt vào đây không dứt khoát.
  - Ptilogonatidae: đớp ruồi lông mượt. Đặt vào đây không dứt khoát.
  - Hypocoliidae: Hypocolius. Đặt vào đây không dứt khoát.
- Có thể là liên họ "Dicaeoidea" – chim hút mật, chim sâu và trác hoa. Có thể gộp vào Passeroidea.
  - Nectariniidae: chim hút mật
  - Dicaeidae: chim sâu, trác hoa
- Có thể là liên họ N.N. (không tên) đơn loài
  - Promeropidae: chim đường. Có thể gộp vào Passeroidea.

### Có thể không thuộc Passerida
Những họ dưới đây đã từng được gán cho Passerida trong thời gian gần đây, thường là trên cơ sở của các dữ liẹu lai ghép DNA-DNA. Tuy nhiên, chúng có lẽ là cơ sở nhiều hơn trong số chim biết hót và cũng có thể thuộc về Corvoidea hoặc các dòng dõi cơ sở đồng minh. Phần lớn trong số này hoặc là các nhóm ở châu Phi hoặc là ở khu vực Wallace.
- Chloropseidae: chim xanh hay chim lá. Có thể thuộc liên họ Reguloidea? hay là cơ sở đối với/trong Passeroidea?
- Aegithinidae: chim nghệ (Corvoidea)
- Picathartidae: chim hói đầu (Passeri incertae sedis)
- Melanocharitidae: chim mổ quả và mỏ dài. (Corvoidea)
- Paramythiidae: (Corvoidea)
- Platysteiridae: mắt yếm. Có lẽ là phân thứ ngành. (Corvoidea)